# Малкольм Суббан
Малкольм-Джамаал Джастін Суббан (англ. Malcolm-Jamaal Justin Subban, нар. 21 грудня 1993, Торонто) — канадський хокеїст, воротар клубу НХЛ «Вегас Голден Найтс».
Брат Пі-Кей Суббана.

## Ігрова кар'єра
Хокейну кар'єру розпочав 2009 року.
2012 року був обраний на драфті НХЛ під 24-м загальним номером командою «Бостон Брюїнс».
Захищав кольори професійної команди «Бостон Брюїнс». Наразі ж грає за клуб НХЛ «Вегас Голден Найтс».

## Статистика

### Клубні виступи
| Сезон        | Клуб                  | Ліга         | Регулярний сезон | Регулярний сезон | Регулярний сезон | Регулярний сезон | Регулярний сезон | Регулярний сезон | Регулярний сезон | Регулярний сезон | Регулярний сезон | Плей-оф | Плей-оф | Плей-оф | Плей-оф | Плей-оф | Плей-оф | Плей-оф | Плей-оф |
| Сезон        | Клуб                  | Ліга         | І                | В                | П                | Н/OT             | Хв               | ПГ               | ІБГ              | ПГГ              | %ВК              | І       | В       | П       | Хв      | ПГ      | ІБГ     | ПГA     | %ВК     |
| ------------ | --------------------- | ------------ | ---------------- | ---------------- | ---------------- | ---------------- | ---------------- | ---------------- | ---------------- | ---------------- | ---------------- | ------- | ------- | ------- | ------- | ------- | ------- | ------- | ------- |
| 2009–10      | Toronto Jr. Canadiens | МХЛО         | 2                | 0                | 1                | 0                | 71               | 4                | 0                | 3.39             | .882             | —       | —       | —       | —       | —       | —       | —       | —       |
| 2009–10      | «Бельвіль Буллс»      | ХЛО          | 1                | 0                | 0                | 0                | 13               | 0                | 0                | 0.00             | 1.000            | —       | —       | —       | —       | —       | —       | —       | —       |
| 2010–11      | «Бельвіль Буллс»      | ХЛО          | 32               | 10               | 17               | 2                | 1785             | 94               | 0                | 3.16             | .900             | 3       | 0       | 3       | 178     | 6       | 0       | 2.02    | .933    |
| 2011–12      | «Бельвіль Буллс»      | ХЛО          | 39               | 25               | 14               | 0                | 2258             | 94               | 3                | 2.50             | .923             | 6       | 2       | 4       | 369     | 18      | 0       | 2.93    | .917    |
| 2012–13      | «Бельвіль Буллс»      | ХЛО          | 46               | 29               | 11               | 4                | 2695             | 96               | 5                | 2.14             | .934             | 17      | 11      | 6       | 1021    | 34      | 3       | 2.00    | .933    |
| 2013–14      | «Провіденс Брюїнс»    | АХЛ          | 33               | 15               | 10               | 5                | 1920             | 74               | 1                | 2.31             | .920             | 6       | 2       | 2       | 244     | 12      | 0       | 2.96    | .888    |
| 2014–15      | «Провіденс Брюїнс»    | АХЛ          | 35               | 16               | 13               | 4                | 2017             | 82               | 3                | 2.44             | .921             | 2       | 1       | 1       | 160     | 3       | 0       | 1.12    | .953    |
| 2014–15      | «Бостон Брюїнс»       | НХЛ          | 1                | 0                | 1                | 0                | 31               | 3                | 0                | 5.81             | .500             | —       | —       | —       | —       | —       | —       | —       | —       |
| 2015–16      | «Провіденс Брюїнс»    | АХЛ          | 27               | 14               | 8                | 5                | 1635             | 67               | 1                | 2.46             | .911             | —       | —       | —       | —       | —       | —       | —       | —       |
| 2016–17      | «Провіденс Брюїнс»    | АХЛ          | 32               | 11               | 14               | 5                | 1789             | 72               | 1                | 2.41             | .917             | 3       | 0       | 2       | 113     | 4       | 0       | 2.12    | .937    |
| 2016–17      | «Бостон Брюїнс»       | НХЛ          | 1                | 0                | 1                | 0                | 31               | 3                | 0                | 5.81             | .813             | —       | —       | —       | —       | —       | —       | —       | —       |
| 2017–18      | «Вегас Голден Найтс»  | НХЛ          | 22               | 13               | 4                | 2                | 1230             | 55               | 0                | 2.68             | .910             | —       | —       | —       | —       | —       | —       | —       | —       |
| Усього в НХЛ | Усього в НХЛ          | Усього в НХЛ | 24               | 13               | 6                | 2                | 1293             | 61               | 0                | 2.83             | .904             | —       | —       | —       | —       | —       | —       | —       | —       |

### Збірна
| Рік              | Команда          | Турнір           | Місце            | І | В | П | OTL | Хв  | ПГ | ІБГ | ПГГ  | %ВК  |
| ---------------- | ---------------- | ---------------- | ---------------- | - | - | - | --- | --- | -- | --- | ---- | ---- |
| 2014             | Канада           | МЧС              | 4-е              | 6 | 4 | 2 | 0   | 326 | 15 | 0   | 2.76 | .901 |
| Молодіжна збірна | Молодіжна збірна | Молодіжна збірна | Молодіжна збірна | 6 | 4 | 2 | 0   | 326 | 15 | 0   | 2.76 | .901 |